# Campaña de Nueva Guinea

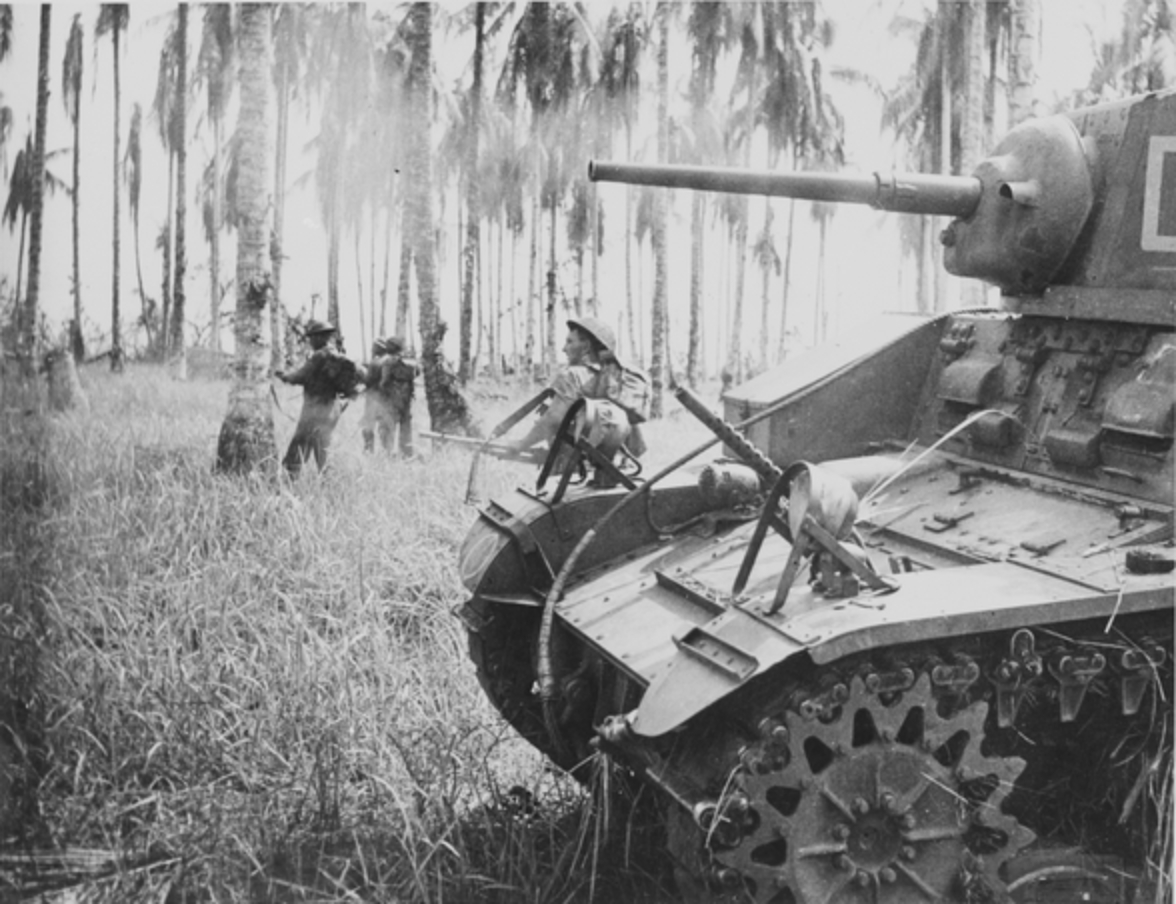
Fuerzas australianas atacando posiciones japonesas durante la Batalla de Buna-Gona.

La Campaña de Nueva Guinea (1942–1945) fue una de las principales campañas militares de la Guerra del Pacífico durante la Segunda Guerra Mundial.

## Importancia
Antes de la guerra, la isla de Nueva Guinea estaba dividida en tres zonas:
- el Territorio de Nueva Guinea: la parte noreste de la isla y las islas adyacentes, que estaba controlado por Australia bajo Mandato de la Sociedad de Naciones;
- el Territorio de Papúa: la parte sureste de la isla, que era una colonia australiana;
- la Nueva Guinea Holandesa: la parte occidental de la isla (conocida más tarde como «Papúa occidental»).

Un bombardero A-20 aliado ataca a barcos japoneses durante la Batalla del Mar de Bismarck, marzo de 1943.

Nueva Guinea era estratégicamente importante debido a su posición cercana al norte de Australia. Su gran superficie proporcionaba terreno suficiente para establecer bases terrestres, aéreas y navales.
La lucha entre los Aliados y Japón comenzó con la invasión japonesa de Rabaul el 23 de enero de 1942. Rabaul se convirtió en una base avanzada para las campañas japonesas en Nueva Guinea, entre ellas la crucial Campaña de Kokoda Track desarrollada entre julio de 1942 y enero de 1943, y la Batalla de Buna-Gona. Los combates en varias partes de Nueva Guinea duraron hasta el final de la guerra en agosto de 1945.
El General Douglas MacArthur, como Comandante Supremo en el Área del Pacífico Suroeste, lideró a las fuerzas aliadas desde Melbourne, Brisbane y Manila. El 8.º Ejército Japonés de Área, bajo las órdenes del General Hitoshi Imamura, fue el responsable tanto de la campaña de Nueva Guinea como de la de las Islas Salomón. Imamura dirigía desde Rabaul. El 18.º Ejército japonés, liderado por el teniente general Hatazō Adachi, fue responsable de las operaciones japonesas en el interior de Nueva Guinea.

## Principales batallas y sub-campañas
- Batalla de Rabaul (1942)
- Bombardeo de Rabaul (1942)
- Batalla aeronaval de Bougainville (1942)
- Operación SR (1942)
- Operación Mo (1942)
- Batalla del Mar del Coral (1942)
- Campaña de Kokoda Track (1942)
- Batalla de la bahía de Milne (1942)
- Batalla de Buna-Gona (1942–1943)
- Batalla de Wau (1943)
- Batalla del Mar de Bismarck (1943)
- Operación Cartwheel (1943)
- Campaña de Salamaua-Lae (1943)
  - Desembarco de la Bahía de Nassau
  - Primera batalla de Mubo
  - Primera batalla de Bobdubi
  - Batalla de Lababia Ridge
  - Segunda batalla de Bobdubi
  - Segunda batalla de Mubo
  - Batalla de Roosevelt Ridge
  - Batalla del monte Tambú
  - Operación Postern
    - Desembarco de Lae
    - Desembarco de Nadzab
- Bombardeo de Wewak
- Bombardeo de Rabaul (1943)
- Campaña de los Montes Finisterre (1943–1944: incluyendo una serie de acciones conocidas como la Batalla de la cresta de Shaggy)
  - Campaña del valle Ramu
  - Batalla de la colina de John y la cresta Trevor
  - Batalla de The Pimple
  - Batalla de Cam's Saddle
- Operation Cutthroat
  - Batalla de la cresta de Faria
  - Primera y segunda batalla de Prócero
  - Batalla de la colina de McCaughey
  - Batalla de Kankiryo Saddle
- Campaña de la Península de Huon (1943–1944)
  - Batalla de Scarlet Beach
  - Batalla de Finschhafen
  - Batalla de Sattelberg
  - Batalla de Jivevaneng
  - Batalla de Sio
  - Desembarco de Saidor
- Campaña de Bougainville (1943–1945)
- Campaña de Nueva Bretaña (1943–1945)
- Campaña de las Islas del Almirantazgo (1944)
- Campaña de Nueva Guinea Occidental (1944–1945)
  - Operaciones Reckless y Persecution

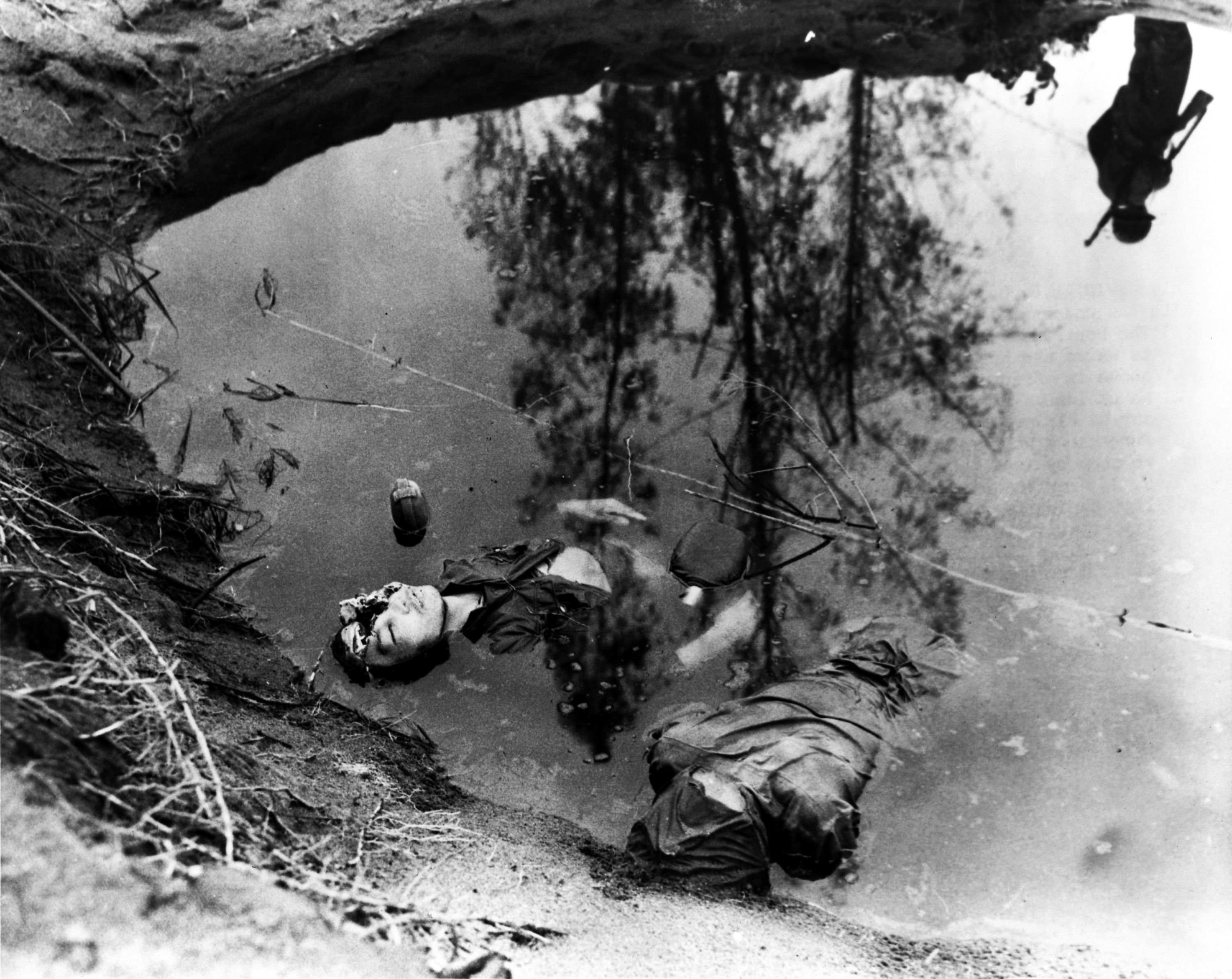
Dos soldados japoneses muertos en algún lugar de Nueva Guinea.

    - Desembarco de Aitape
    - Desembarco de Hollandia

  - Batalla de Wakde
  - Batalla de Lone Tree Hill (1944)
  - Batalla de Morotai
  - Batalla de Biak
  - Batalla de Noemfoor
  - Batalla del río Driniumor
  - Batalla de Sansapor
  - Campaña de Aitape-Wewak

## Lecturas complementarias
- Dexter, David (1961). Volume VI – The New Guinea Offensives. Australia in the War of 1939–1945. Canberra: Australian War Memorial. Consultado el 16 de diciembre de 2006.
- Drea, Edward J. (1998). In the Service of the Emperor:  Essays on the Imperial Japanese Army. Nebraska: University of Nebraska Press. ISBN 0-8032-1708-0.
- Gailey, Harry A. (2004). MacArthur's Victory:  The War In New Guinea 1943-1944. Nueva York: Random House. ISBN.
- Leary, William M. (2004). We Shall Return!: MacArthur's Commanders and the Defeat of Japan, 1942-1945. University Press of Kentucky. ISBN 081319105X.
- McCarthy, Dudley (1959). Volume V – South–West Pacific Area – First Year: Kokoda to Wau. Australia in the War of 1939–1945. Canberra: Australian War Memorial. Consultado el 16 de diciembre de 2006.
- Taafe, Stephen R. (2006). MacArthur's Jungle War: The 1944 New Guinea Campaign. Lawrence, Kansas, U.S.A.: University Press Of Kansas. ISBN 0700608702.
- Zaloga, Steven J. Japanese Tanks 1939-45. Osprey, 2007. ISBN 978-1-84603-091-8.
- Hungerford, T.A.G. (1952). The Ridge and the River. Sydney: Angus & Roberston. Republished by Penguin, 1992; ISBN 0-14-300174-4.
- Fitzsimons, Peter (2005). Kokoda. Melbourne: Hodder Headline Australia; ISBN 0-7336-1962-2.